# Double licence droit-économie
 (février 2019).
Si vous disposez d'ouvrages ou d'articles de référence ou si vous connaissez des sites web de qualité traitant du thème abordé ici, merci de compléter l'article en donnant les références utiles à sa vérifiabilité et en les liant à la section « Notes et références ».
En France, la double licence droit-économie est un diplôme qui combine les enseignements fondamentaux de droit et d’économie, donnant lieu à la délivrance du diplôme de licence dans les deux domaines d'études. Cette formation est dispensée par l'université Panthéon-Sorbonne depuis 2000, par l'université de Lorraine depuis 2006, par l'université Paris-Ouest-Nanterre-la-Défense depuis 2009, par l'université Paris-Descartes depuis 2010, par l'université fédérale de Toulouse-Midi-Pyrénées depuis 2011, par l'université d'Évry-Val-d'Essonne depuis 2013, par l'université  Panthéon-Assas depuis 2014, par l'université d'Angers ainsi que celle de Paris XIII (Villetaneuse) depuis 2015 et par l'université Grenoble-Alpes depuis 2016.

## Présentation
La double licence Droit-Économie est un cursus sélectif et exigeant. Sa création a pour objectif de concurrencer les classes préparatoires et le bachelor de Sciences Po Paris. Ce cursus vise à former des étudiants ayant à la fois un profil de juriste et un profil d'économiste, capable de combiner les deux champs disciplinaires, afin de répondre aux nouvelles exigences des cabinets d'avocats et des grandes entreprises. 
Lors d'une conférence à l'université Paris-I en date du 26 septembre 2012, Guy Canivet a mis en avant la relation étroite entre le droit et l’économie dans notre monde globalisé. Remettant en cause l’opposition classique entre l’homo œconomicus et de l’homo juridicus, ce dernier a défendu la prise en compte croissante des réalités économiques tant par le juge que par le législateur. Ce lien se retrouve tout particulièrement dans le droit de la régulation, le droit de la consommation, le droit des sociétés ou encore le droit commercial. La création de la Chambre commerciale de la Cour de cassation en 1947 marque ainsi cette interdépendance entre le droit et l'économie qu'enseigne la double licence Droit-Économie. 

## Lieux d'enseignement

### Université Panthéon-Sorbonne
La double licence droit-économie de l'université Panthéon-Sorbonne est mise en place en 2000.
S'agissant de l'admission, les UFR de droit et d'économie exigent des candidats de maîtriser à la fois la méthode de la dissertation et de posséder un excellent niveau en mathématique. De ce fait, un bac S ou ES spécialité maths avec mention Bien et 12 en maths (S) ou 14 (ES) paraissent nécessaires pour l'administration universitaire. Des bonnes notes supérieures à 12 sont demandées pour les matières littéraires (français, histoire, géographie, philosophie…). Dans les faits, une grande majorité des élèves sélectionnés ont obtenu à l'issue de l'épreuve du baccalauréat une mention Très Bien ou ont déjà effectué une année dans le supérieur (CPGE).
L'association des diplômes Droit-Économie de la Sorbonne a établi les statistiques suivantes, signe de la grande notoriété du diplôme auprès des lycéens et des professionnels du droit et de l'économie.
- Rentrée 2011 : 2 856 postulants (1,2 % d’admission)
- Rentrée 2013 : 3 661 postulants (1,1 % d'admission)
- Rentrée 2014 : 7 727 postulants[5] (0,6 % d'admission)

L'enseignement est dispensé  :
- Pour les cours et TD d'économie :
  - Au Centre Pierre Mendès France : 90, rue de Tolbiac 75013 Paris (métro Olympiades).
- Pour les cours et TD de droit :
  - Au Centre René Cassin : 17, rue Saint Hyppolite 75013 Paris (métro Gobelins) ;
  - Au centre Panthéon (RER Luxembourg).

### Université de Lorraine
La double licence droit-économie de l'université de Lorraine est conçue de manière progressive et vise à former les étudiants simultanément aux deux disciplines que sont le droit et l’économie.
- La première année est une année de consolidation des acquis du second degré et d’introduction aux fondements du droit privé, du droit public et de l’économie.
- La deuxième année est plus fondamentale avec les cours de droit des obligations et droit administratif d’une part et de microéconomie, macroéconomie et monnaie d’autre part.
- La troisième année est l’année où se précise le projet professionnel et de poursuite d’étude par les étudiants : par le stage, par une pré-spécialisation (choix des matières) et par l’introduction de cours interdisciplinaires (économie de la concurrence, droit de la régulation publique, droit des relations économiques internationales…).

Pour assurer l’ouverture internationale du cursus, un cours en anglais est proposé aux étudiants chaque année à partir de la L2 et les étudiants qui le souhaitent peuvent étudier un semestre de L3 dans une université étrangère européenne (programme d’échange Erasmus).
Elle constitue également une excellente formation pour les étudiants qui souhaiteraient passer des concours administratifs ou des concours parallèles d'entrée aux grandes écoles (IEP, écoles de commerce). Par ailleurs un stage d'une durée de quinze jours à deux mois est obligatoire durant la licence.
Tous les cours sont dispensés à l'UFR de droit, sciences économiques et gestion à Nancy.
À l'issue des trois années du cursus, les étudiants obtiennent une licence de droit et une licence d'économie.

### Université Paris-Descartes
La double licence droit-économie de l'université Paris-Descartes a pour parrain Dominique Pouyaud, professeur de droit administratif et secrétaire générale de la RFDA. C'est un cursus sélectif mis en place par l'université Paris-V en 2010. Le redoublement d'une année y est interdit, ainsi l'acquisition des deux licences doit se faire obligatoirement en trois ans.
L'effectif moyen d'une de ses promotions est de vingt étudiants.
L'enseignement est dispensé dans un lieu unique à l'UFR de droit : 10, avenue Pierre-Larousse 92240 Malakoff (métro Porte de Vanves ou Malakoff-Plateau de Vanves).

### Université Toulouse 1 Capitole
La double licence au sein de l'université Toulouse 1 Capitole vise à donner aux licenciés une formation de base complète en économie, en droit et en mathématiques ainsi qu’une culture économique et juridique et une formation intellectuelle qui leur permettent de s’insérer ensuite sans difficulté dans des masters correspondant à la palette des spécialités en économie et/ou en droit. Elle offre bien évidemment comme débouché naturel, la poursuite à l’école d’économie en master 1 mention économie et droit puis en master 2 mention économie spécialité économie et droit de la concurrence ou dans d’autres master 2 d'économie au sein de l’École d'économie.    
Son admission se fait sur sélection. Elle est limitée à 100 étudiants en licence 1. Et pour poursuivre en L3 économie-droit, au sein de l'école d'économie de Toulouse, il ne faut pas avoir redoublé durant les deux premières années, valider ses deux années préparatoires sans compensation, et obtenir au minimum deux mentions sur les quatre semestres. En L3 sont admis une cinquantaine d'étudiants. 
Les enseignements sont dispensés dans les locaux de la faculté de droit de Toulouse Capitole, ainsi que dans ceux de l'École d'économie de Toulouse.

### Université d'Angers
Unique dans le Grand Ouest, la double licence droit-économie de l'université d'Angers a accueilli ses premiers étudiants en septembre 2015. L'ensemble des enseignements est dispensé dans les locaux de la Faculté de Droit, d'Économie et de Gestion à Angers.
Cette formation a une capacité d'accueil limitée à la taille d'un groupe de TD. Les promotions ont typiquement des effectifs entre 25 et 35 étudiants. Le taux des candidats classés dans la phase principale de Parcoursup varie selon l'année entre 10% et 20%, sur un total de 1000 candidatures environ. L'admission se fait sur la base des résultats aux épreuves du bac général et des classes de Première et Terminale (français, mathématique, histoire-géographie, LV1), ainsi que d'une lettre de motivation. Les dossiers sont étudiés par une Commission de validation qui gère les admissions.
Il n'y a pas de redoublement des années. Les étudiants ont la possibilité de se recentrer sur l'une des deux disciplines, en sortant du dispositif, en tout début de première année ou à la fin de chaque semestre. À l'inverse, des étudiants suivant l'une des deux licences droit ou économie-gestion pourront ultérieurement postuler au double cursus. Des passerelles sont également possibles avec d'autres formations.
En L3 la plupart des étudiants inscrits dans cette formation partent en mobilité internationale (échanges Erasmus et Amérique du Nord). Les diplômés poursuivent typiquement leurs études au niveau master dans les domaines du droit des affaires, du droit des sociétés, des sciences politiques, des politiques publiques, de l'analyse économique ou en école de commerce.

### Université d'Évry-Val-d'Essonne
L'université d'Évry-Val-d'Essonne met en place en 2013 une double licence droit-économie, organisée autour de conférences de méthode permettant aux étudiants de se retrouver en groupe identifié de 35 étudiants, sélectionnés préalablement sur dossier. Les cours d'approfondissement et d'ouverture sont dispensés sous forme de cours magistral en amphi de manière plus traditionnelle.